# Franciscanos en Paraguay
La Orden de San Francisco de Asís, aprobada en el año 1212 por el Papa Inocencio III, revolucionó el mundo con numerosos aportes cristianos de carácter evangelizador. Su presencia en América fue la más numerosa y una de las más eficaces en la evangelización de las nuevas tierras descubiertas por los europeos. Los franciscanos llegaron a Paraguay en la segunda mitad del siglo XVI.
Dos de los grandes misioneros de esa orden fue el padre Alonso de San Buenaventura que es el verdadero apóstol del Paraguay. Siendo compañero de Fray Luis de Bolaños, trajo a esta parte de América hasta 66 misioneros; entre ellos: los padres Martín Ignacio de Loyola, sobrino del fundador de los jesuitas, y Luis de Bolaños.
El franciscano Luís de Bolaños se destacó por crear la reducciones, que tan famoso habrían de hacer después a los jesuitas. Concibió la idea de reducir o asentar a los nómadas pobladores de la región en comunidades fijas y estables. Así fundaron una extensa red de pueblos. No utilizaron violencia sino persuasión. Con humildad, aprendiendo el idioma y adentrándose en el estilo de vida de los guaraníes, se ganaron su confianza.
En las reducciones se producía algodón, tabaco, yerba mate y otros rubros. El adoctrinamiento en guaraní fue posible a partir de los estudios lingüísticos de Bolaños en la reducción a escritura de la lengua Guaraní, y la traducción de oraciones y del catecismo aprobado por el Concilio de Lima en 1583.

## Los Franciscanos y el patrimonio cultural religioso del Paraguay
Los primeros misioneros franciscanos no sólo evangelizaron a la población nativa, sino dieron a la identidad paraguaya un perfil propio, en una verdadera colonización en materia cultural. 
La gran influencia de los franciscanos se hizo sentir en 1603, cuando fue convidado el Primer Sínodo de Obispos del Río de la Plata, en Asunción, por Fray Martín Ignacio de Loyola.
Allí fue aprobado el “Catecismo Breve”, la traducción al Guaraní del Catecismo de Lima (1583) hecha Bolaños, y se ordenó su uso para la enseñanza de la doctrina cristiana. Con su sistema de Reducciones abiertas, en comunicación con las organizaciones dependientes de la Corona Española, el trabajo de los franciscanos tuvo un excepcional resultado. Muchos de los pueblos originalmente Franciscanos conservan hoy no sólo aquella esencia colonial en la que el cántaro de agua fresca en el portón de la casa es una de las tradicionales más propias, sino también en la afición a imágenes talladas que son obras de arte de excepcional valor y belleza.
Hoy esas imágenes son componentes del patrimonio cultural religioso del Paraguay, en el estilo llamado Barroco Hispano-Guaraní. Los magníficos retablos de Yaguarón, Atyra, Tobatí y Piribebuy, que datan casi todos del siglo XVIII, las tallas de imágenes sacras y los exquisitos púlpitos que se encuentran en Capiatá, Valenzuela, Altos y otras localidades, son los elementos visuales de incomparable valor que testimonian la presencia franciscana en el Paraguay.
Poco se sabe de los artistas que trabajaron en la creación de tan preciosas obras, sólo conoce el nombre de Souza Cavadas, un portugués que realizó las magníficas tallas que están en las iglesias de Yaguarón, Capiatá y Santísima Trinidad.
Los franciscanos entendieron también que el clima exigía construcciones simples y prácticas, adoptado en su arquitectura un sistema de corredores laterales, como espacio de transición entre el interior y el exterior, y como refugio de las lluvias y del ardiente sol. Ese estilo está presente en el templo de Yaguarón, un sencillo edificio en el que el exterior de maravillosas imágenes austero contrasta con profusión de dorados. Muchos de los pueblos del Paraguay todavía mantiene el plano urbanístico de las reducciones franciscanas con la iglesia aislada en la plaza y las tiras de casa., con corredores externos e internos, en torno de ella.

## Fray Luis Bolaños
Nació en España en el año 1550. En el año 1575, llega a la ciudad de Asunción, siendo todavía un diácono. En el año 1585 fue ordenado Sacerdote. Durante más de 50 años se consagró a la evangelización de los indios guaraníes.
En el año 1629, murió en la ciudad de Buenos Aires. Él, como ninguno, conoció la geografía del Paraguay.

## Museo diocesano
Este museo se encuentra a un costado de la Catedral metropolitana de Asunción. Tiene por nombre “Juan Sinforiano Bogarín”. Cuenta con magníficas tallas franciscanas de diversos orígenes como Guarambaré, Villeta y Yuty. Cobijó durante varios años al altar de Ypané, hoy devuelto a su ciudad de origen. El museo puede ser visitado por la mañana de lunes a sábado.

## Reducciones franciscanas

### San Lorenzo de los Altos
San Lorenzo de los Altos fue la primera reducción guaranítica del Paraguay y del Río de la Plata. Fue fundada en el año 1580 por Fray Luis de Bolaños junto con Fray Alonso de Buenaventura.
Ofrece la configuración de su estructura urbana, edificaciones del siglo XIX y el retablo e imagenería policromada del siglo XVII.

### San Francisco de Atyrá
Corresponde a la actual localidad de Atyrá, fundada en 1580. Su nombre original es “ aty-há” (sitio de reunión o asamblea). Entre sus joyas franciscanas figuran los retablos policromados, notables imágenes, un elegante púlpito y el sarcófago policromado de uso en la Semana Santa.

### Todos los Santos de Guarambaré
En 1579 los indios se sublevaron, incentivados por el chamán Overa que llegaba de la región del Río Paraná. Fueron subyugados por una expedición ordenada por Juan de Garay. En 1580, buscando la pacificación de la región, los franciscanos Alonso de San Buenaventura y Luis de Bolaños fundaron la reducción en tierras del cacique Guarambaré.

### Tobatí
Domingo Martínez de Irala, gobernador del Río de la Plata y del Paraguay, fundó el pueblo de Tavá en 1539, con el fin de contener los ataques de los indios chaqueños que cruzaban el Río Paraguay para saquear a los colonos. En 1583 es entregado a la administración franciscana de Luis de Bolaños convirtiéndose en la Reducción de Tobatí, que en guaraní significa "cara blanca". En la iglesia del actual pueblo quedan piezas de madera tallada y pintada con el estilo guaraní-franciscano, una rama del barroco.

### San Blas de Itá
Itá fue fundado en 1539 por Domingo Martínez de Irala. En 1585 Luis de Bolaños inició en ella la reducción San Blas de Itá. Fue la misión franciscana por más tiempo atendida por los frailes (hasta 1812).

### San Buenaventura de Yaguarón
Yaguarón fue una de las primeras reducciones franciscanas del Paraguay y del Río de la Plata. Su fundación data del año 1587, obra de Fray Luis Bolaños y su compañero Alonso de San Buenaventura, cuando reunieron 500 familias indígenas en esta reducción.
El actual templo de Yaguarón, cuya construcción se ha iniciado en el año 1755 y su terminación ha sido en el año 1772, es posterior a la salida de los Franciscanos, pero debido a que quedaron sus talleres artesanales, en donde se siguieron formando los pobladores, estos colaboraron en la construcción del templo, retablos e imágenes sagradas. La Iglesia de San Buenaventura está considerada como una de las obras de arte más valiosas del Paraguay, en él se pueden observar impresionantes tallas del siglo XVIII, tales como los finos retablos hechos por Souza Cavadas, se conservan el pórtico columnado, un magnífico púlpito y un confesionario tallado en madera.
En la ciudad de Yaguarón podemos visitar también el Museo Gaspar Rodríguez de Francia y el Cerro Yaguarón, considerados una de las estaciones del Tapé Avirú. En el día de su Santo Patrono San Buenaventura, el día 15 de julio, se hacen grandes fiestas populares. Es muy recomendable participar en esta ciudad de las celebraciones de la Semana Santa.

### San José de Caazapá
San José de Caazapá fue fundada en 1607 por Luis de Bolaños, y fue la misión franciscana más importante de la Gobernación del Río de la Plata y del Paraguay. Según la leyenda, en los últimos días de diciembre de 1606 Luis de Bolaños llegó a los dominios de los guaraníes rebeldes que tenían como caciques a Cababayú, Guarepá y Ñandeguá. En aquella época los pueblos sufrían los efectos de la prolongada sequía. Por esta razón los nativos le solicitaron al franciscano que les proveyera agua, como prueba de la existencia de Dios. El fraile tocó una piedra con su bastón, bajo ella el agua comenzó a manar y desde ese momento no ha dejado de hacerlo. El sitio donde ocurrió lo sucedido es actualmente conocido como "Ycuá Bolaños" (Fuente de Bolaños). Se dice que quien bebe de las aguas del Ycuá Bolaños siempre regresará a esa ciudad.
Según otra historia popular, Bolaños y sus seguidores estaban a punto de perecer de sed hasta que el fraile, después de invocaciones a Dios, clavó una estaca en el suelo reseco y de allí brotó súbitamente un manantial de agua dulce y clara. El tiempo no ha podido menguar el caudal del Ycuá Bolaños, que se encuentra en las afueras de la ciudad y hasta hoy sigue “hechizando” a todos los visitantes que beben de sus aguas.